# Franz Schüßler
Franz Schüßler (* 20. Januar 1911 in Wien; † 29. August 1942 in Juschnewo, Oblast Kalinin, Russische SFSR) war ein österreichischer Eishockeyspieler der 1920er und 1930er Jahre.

## Leben und Karriere
Schüßler spielte auf Vereinsebene für den EK Engelmann Wien. Ab 1930 kam er auch im österreichischen Nationalteam zum Einsatz und nahm an den Weltmeisterschaften 1934 und 1935 teil. Zudem absolvierte er eine Partie bei den Olympischen Winterspielen 1936 in Garmisch-Partenkirchen. Die Mannschaft um Kapitän Hans Trauttenberg belegte ex aequo mit dem ungarischen Team den 7. Platz.
1939 beendete er seine Karriere.
Er starb während des Zweiten Weltkriegs im August 1942 in Juschnewo nahe Rschew als Kriegsgefangener.

## Erfolge und Auszeichnungen
- dreifacher Träger des Internationalen Abzeichens des ÖEHV